# Matthias Kreuzeder
Matthias „Hias“ Kreuzeder (* 24. Februar 1949 in Freilassing) ist ein deutscher Bio-Landwirt und ehemaliger deutscher Bundestagsabgeordneter (Die Grünen).

## Leben
Matthias Kreuzeder betreibt eine Landwirtschaft in Freilassing-Eham im Landkreis Berchtesgadener Land.
Kreuzeder trat 1982 der Partei Die Grünen bei. Bei der Bundestagswahl 1987 wurde er über die Landesliste Bayern der Grünen in den Deutschen Bundestag gewählt, dem er bis zum Ende der 11. Wahlperiode im Dezember 1990 angehörte. Im Bundestag war Kreuzeder Ordentliches Mitglied des Ausschusses für Ernährung, Landwirtschaft und Forsten sowie Stellvertretendes Mitglied des Wirtschaftsausschusses. 1991 trat er aus der Partei aus.
1993 gründete Kreuzeder den Verein Auferstehung der freien Bauern Russlands, der die Gründung bäuerlicher Familienbetriebe in Russland unterstützt. Für seine Arbeit in Russland wurde er mit der Verdienstmedaille der Bundesrepublik Deutschland ausgezeichnet.

## Veröffentlichungen
- Matthias Kreuzeder: Widerstand eines Zwerges: Gegen Bauern- und Handwerkersterben, Zerstörung von Natur und Heimat. Édition Harmsen, Freilassing 2020, ISBN 978-3-928836-09-8.